# التیلاک
التیلاک (به فرانسوی: Altillac) یک کمون در فرانسه است که در Canton of Mercœur واقع شده‌است.

## خصوصیات
التیلاک ۲۵٫۲۳ کیلومترمربع مساحت و ۸۵۴ نفر جمعیت دارد و ۱۴۶ متر بالاتر از سطح دریا واقع شده‌است.